# دساتیر
دَساتیر یا دساتیر آسمانی نام نسکی (کتابی) از یکی از پارسیان هند به نام آذرکیوان است که در سده دهم هجری قمری در زمان اکبر شاه گورکانی (هم‌زمان با سلسله صفوی) نوشته شده‌ است.
آذر کیوان این کتاب را به پیامبری بنام «ساسان پنجم» نسبت داده‌ است که به زبانی است که هیچ همسانی و خویشاوندی‌ای با زبان‌های دیگر ندارد اینگونه برمی‌آید که این زبان برساختهٔ خود آذرکیوان بوده است.

## برگردان دساتیر
از آنجا که زبانی که کتاب دساتیر آسمانی بدان نوشته شده را تنها آذرکیوان می‌دانسته، وی خود این کتاب را به پارسی برگردانده و تفسیر و نِگیزش‌هایی بر آن نوشته است. در برگردان دساتیر آسمانی به پارسی، آذرکیوان کوشیده‌ است که تنها واژگان پارسی بکار برد و از کاربرد واژگان عربی و بیگانه پرهیز کرده است.

## واژگان دساتیری
در برگردان کتاب دساتیر به پارسی، آذرکیوان برای شماری از واژگان عربی که برابر پارسی آنها را نمی‌دانسته، واژگانی را برساخته که به آن‌ها واژگان دساتیری گفته می‌شود. بیش‌تر این واژگان بر پایهٔ بنیادهای زبان‌شناسیک و ریشه‌شناسیک ساخته نشده‌اند. شماری از این واژه‌ها نیز از زبان سانسکریت، نوشته‌های زرتشتی به زبان پهلوی (زند و پازند) و از اوستا گرفته شده‌اند.
چند نمونه از واژگان دساتیری:
- فروزه: صفت
- سفرنگ: تفسیر کلام خدا
- دهناد: نظام، سامانه
- فرجود: معجزه
- فرنوش: خرد فلک قمر
- فرنود: استدلال، برهان
- فرشاد: روان و خرد کره مریخ
- فرزبود: حکمت
- فرساد: دانشمند
- فرسار: نیروی دات (داد)

شماری از واژگان دساتیری در زبان پارسی کاربرد پیدا کرده‌اند و در دو واژه‌نامه برهان قاطع و انجمن‌آرا بسیاری از واژگان دساتیر بی گفتن بن‌مایه‌شان آمده‌اند. برخی از این واژگان در سروده‌های سرایندگانی مانند ادیب‌الممالک فراهانی و فرصت شیرازی نیز به‌کار رفته‌اند.

## بُن‌مایه‌ها
- مصاحب، غلامحسین، دائرةالمعارف فارسی، مؤسسه انتشارات فرانکلین، تهران ۱۳۴۵